# Canton de Juvigny-le-Tertre
Le canton de Juvigny-le-Tertre est une ancienne division administrative française, située dans le département de la Manche et la région Basse-Normandie.

## Histoire
De 1833 à 1848, les cantons de Juvigny  et de Mortain avaient le même conseiller général. Le nombre de conseillers généraux était limité à trente par département.

## Représentation

### Conseillers d'arrondissement (de 1833 à 1940)
Le canton de Juvigny appartenait à l'arrondissement de Mortain jusqu'à sa disparition en 1926.
| Période                                  | Période | Identité                    | Étiquette       | Qualité |
| ---------------------------------------- | ------- | --------------------------- | --------------- | --- |
| 1833                                     | 1836    | M. James                    |                 | Juge de paix à Juvigny                                                                                      |
|                                          |         |                             |                 | |
| 1925                                     | 1928    | Louis Vennat                | RG              | Négociant, maire de Reffuveille                                                                             |
|                                          |         |                             |                 | |
| 1937                                     | 1940    | François Lefort (1880-1965) | Union nationale | Notaire à Juvigny                                                                                           |
| 1940                                     |         |                             |                 | Les conseils d'arrondissement ont été suspendus par la loi du 12 octobre 1940 et n'ont jamais été réactivés |
| Les données manquantes sont à compléter. |         |                             |                 | |

### Conseillers généraux de 1833 à 2015
| Période | Période      | Identité                        | Étiquette          | Qualité |
| ------- | ------------ | ------------------------------- | ------------------ | --- |
| 1833    | 1841         | Michel-Jean Champs              | Républicain        | Greffier du tribunal civil de Mortain, juge de paix                                                             |
| 1841    | 1848         | Régis Auguste Casimir Demézange | Républicain modéré | Avocat, Président du Tribunal de Mortain, député (1848-1849)                                                    |
| 1848    | 1852         | Joseph Hélie                    |                    | Juge de paix |
| 1852    | 1861         | Guy Laurent                     |                    | Notaire à Juvigny-le-Tertre puis juge de paix à Saint-Pois                                                      |
| 1861    | 1870         | Jacques Joseph Bréhier          | Modéré             | Ancien sous-préfet, député (1849-1851), membre du Conseil d'État                                                |
| 1871    | 1886         | Anatole Legrand                 | Droite             | Auditeur au Conseil d'État, maire de Romagny                                                                    |
| 1886    | 1904         | François Grossin                | Républicain        | Notaire, maire de Juvigny-le-Tertre                                                                             |
| 1904    | 1928         | Léon Giroult                    | Conservateur       | Notaire |
| 1928    | 1940         | Louis Vennat                    | RG                 | Négociant, maire de Reffuveille, conseiller d'arrondissement                                                    |
|         |              |                                 |                    | |
| 1945    | 1976 (décès) | Louis Vennat                    | DVD                | Maire de Reffuveille                                                                                            |
| 1976    | 1998         | Roger Delarue                   | DVD puis RPR       | Agriculteur, maire de Chérencé-le-Roussel                                                                       |
| 1998    | 2011         | Philippe Huguet                 | DVD                | Notaire, maire de Juvigny-le-Tertre                                                                             |
| 2011    | 2015         | Marie-Hélène Fillâtre           | DVG                | Ingénieur agroalimentaire, adjointe au maire de Juvigny-le-Tertre, élue en 2015 dans le canton d'Isigny-le-Buat |

Le canton participe à l'élection du député de la deuxième circonscription de la Manche, avant et après le redécoupage des circonscriptions pour 2012.

## Résultats des élections cantonales

### Élections cantonales de 2011
1er tour :
Inscrits : 1885.
Abstentions : 893.
Votants : 992.
Blancs et nuls : 132.
Votes valides : 860.
Marie-Hélène Fillâtre (Divers gauche) : 81.63% (702 voix).        
Anne-Marie Lemoigne-Blimer (PG) : 10.12% (87 voix).
Mickaël Gautier (Ligue nationale) : 8.26% (71 voix).

## Composition

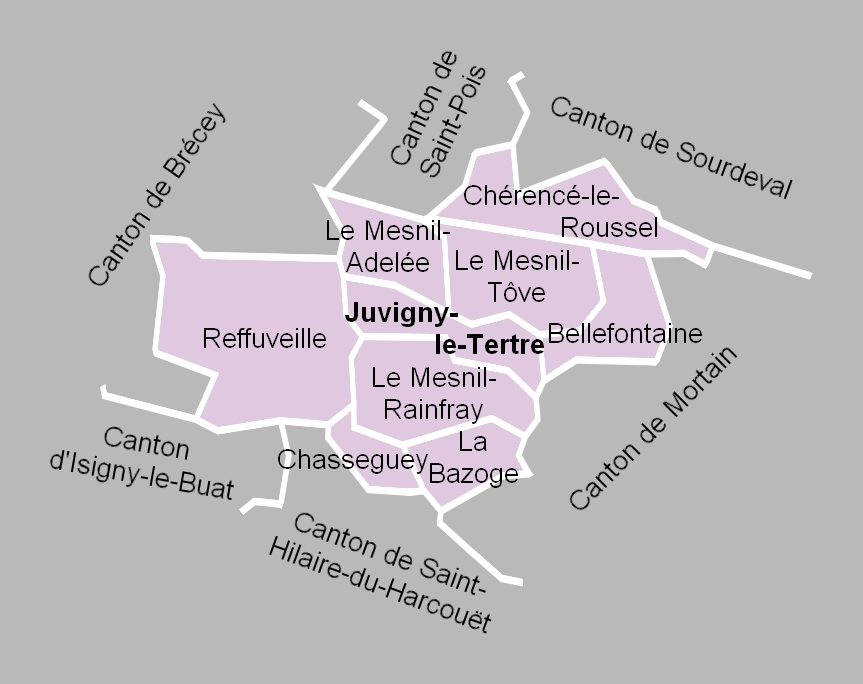
La carte des communes du canton. Les cantons limitrophes étaient ceux de Brécey, de Saint-Pois, de Sourdeval, de Mortain, de Saint-Hilaire-du-Harcouët et d'Isigny-le-Buat.

Le canton de Juvigny-le-Tertre comptait 2 434 habitants en 2012 (population municipale) et regroupait neuf communes :
- La Bazoge ;
- Bellefontaine ;
- Chasseguey ;
- Chérencé-le-Roussel ;
- Juvigny-le-Tertre ;
- Le Mesnil-Adelée ;
- Le Mesnil-Rainfray ;
- Le Mesnil-Tôve ;
- Reffuveille.

À la suite du redécoupage des cantons pour 2015, toutes les communes sont rattachées au canton d'Isigny-le-Buat.

### Anciennes communes
Contrairement à beaucoup d'autres cantons, le canton de Juvigny-le-Tertre n'incluait aucune commune supprimée depuis la création des communes sous la Révolution.

## Démographie
Le canton de Juvigny-le-Tertre était, en 2012, le canton le moins peuplé de Basse-Normandie.
| 1962  | 1968  | 1975  | 1982  | 1990  | 1999  | 2006  | 2011  | 2012  |
| ----- | ----- | ----- | ----- | ----- | ----- | ----- | ----- | ----- |
| 4 173 | 3 813 | 3 291 | 2 928 | 2 666 | 2 521 | 2 480 | 2 455 | 2 434 |